# Ümit Korkmaz
Ümit Korkmaz (* 17. září 1985, Vídeň, Rakousko) je rakouský fotbalový záložník a reprezentant tureckého původu, který hraje od roku 2023 v rakouském klubu SC Ostbahn XI.

## Klubová kariéra
Na profesionální úrovni působil postupně v klubech Rapid Vídeň, Eintracht Frankfurt, VfL Bochum, FC Ingolstadt 04 a Çaykur Rizespor.

## Reprezentační kariéra
V A-mužstvu Rakouska debutoval 27. 5. 2008 v přátelském utkání ve Štýrském Hradci proti týmu Nigérie (remíza 1:1).

Zúčastnil se mistrovství Evropy 2008 (spolupořadatelství Švýcarska s Rakouskem), kde Rakušané obsadili se ziskem 1 bodu nepostupové třetí místo v základní skupině B.